# Средний Аниш
Средний Аниш (чув. Вăта Енĕш) — река в России, протекает в Чувашии. Исток — у деревни Словаши Цивильского района, течёт по северной части Урмарского и ниже села Байгулово Козловского района впадает в реку Аниш в 24 км от устья по правому берегу. Длина реки составляет 33 км, площадь водосборного бассейна — 378 км².
Протекает рядом с населёнными пунктами Саруй, Орнары, Карак-Сирмы, Большое Яниково, Вознесенское, Старое Янситово, Сине-Кинчеры.

## Данные водного реестра
По данным государственного водного реестра России, относится к Верхневолжскому бассейновому округу. Речной бассейн — (Верхняя) Волга до Куйбышевского водохранилища (без бассейна Оки), речной подбассейн — Волга от впадения Оки до Куйбышевского водохранилища (без бассейна Суры), водохозяйственный участок — Волга от Чебоксарского гидроузла до города Казани, без рек Свияги и Цивиль.
Код объекта в государственном водном реестре — 08010400712112100001487.

### Притоки (км от устья)
- 7,5 км: река Малый Аниш (пр)